# مهدی لیموچی
مهدی لیموچی تاراجی (زاده ۲ آذر ۱۳۷۸ در کازرون) بازیکن فوتبال اهل ایران است که در پست مهاجم و وینگر برای باشگاه فوتبال سپاهان در لیگ برتر خلیج فارس بازی می‌کند. همچنین وی از سوی امیر قلعه نویی به تیم ملی ایران دعوت شده است.

## دوران باشگاهی

### قشقایی شیراز
مهدی لیموچی در تیم قشقایی شیراز با بازی‌های درخشان خود به پدیده لیگ آزادگان تبدیل شد. هواداران تیم قشقایی به او لقب الماس قشقایی داده بودند.

### فولاد
مهدی لیموچی در ۱۷ آبان ۱۴۰۰ با قراردادی به باشگاه فولاد خوزستان پیوست. لیموچی که فرصت زیادی برای بازی در این تیم پیدا نکرد، پس از یک فصل حضور در این باشگاه جدا شد.

### پیکان
وی در ۱۲ آذر ۱۴۰۱ با قراردادی یک و نیم ساله به باشگاه فوتبال پیکان پیوست.

### آلومینیوم
مهدی لیموچی در ۱۴ تیر ۱۴۰۲ با قراردادی به باشگاه فوتبال آلومینیوم اراک پیوست.

### سپاهان
لیموچی در سال ۱۴۰۲ با قراردادی 3 ساله به سپاهان پیوست

## دوران ملی
مهدی لیموچی که سابقه درخشش برای تیم ملی فوتبال امید ایران را داشت برای اولین بار توسط امیرقلعه نویی برای مسابقات انتخابی جام جهانی ۲۰۲۶ به تیم ملی فوتبال ایران دعوت شد.

## افتخارات
سپاهان :
قهرمانی سوپرجام ایران: ۱۴۰۳

### فردی
- بهترین وینگر چپ سال ۱۴۰۳ نوروز فوتبالی
- تیم منتخب سال ۱۴۰۳ نوروز فوتبالی

## آمار باشگاهی
تا تاریخ ۱۰ اردیبهشت ۱۴۰۴
| عملکرد باشگاهی | عملکرد باشگاهی | عملکرد باشگاهی | لیگ      | لیگ      | حذفی     | حذفی     | قاره‌ای | قاره‌ای | سایر     | سایر     | مجموع | مجموع |
| باشگاه         | لیگ            | فصل            | بازی     | گل       | بازی     | گل       | بازی   | گل     | بازی     | گل       | بازی  | گل    |
| —              | —              | —              | لیگ برتر | لیگ برتر | جام حذفی | جام حذفی | آسیا   | آسیا   | سوپر جام | سوپر جام | مجموع | مجموع |
| -------------- | -------------- | -------------- | -------- | -------- | -------- | -------- | ------ | ------ | -------- | -------- | ----- | ----- |
| قشقایی         | لیگ آزادگان    | ۲۰۲۰–۲۰۲۱      | ۸        | ۳        | ۱        | ۰        | –      | –      | –        | –        | ۹     | ۳     |
| فولاد          | لیگ برتر       | ۲۰۲۱–۲۰۲۲      | ۱        | ۰        | ۰        | ۰        | –      | –      | –        | –        | ۱     | ۰     |
| پیکان          | لیگ برتر       | ۲۰۲۲–۲۰۲۳      | ۱۹       | ۲        | ۲        | ۰        | –      | –      | –        | –        | ۲۱    | ۲     |
| آلومینیوم      | لیگ برتر       | ۲۰۲۳–۲۰۲۴      | ۲۹       | ۵        | ۴        | ۱        | –      | –      | –        | –        | ۳۳    | ۶     |
| سپاهان         | لیگ برتر       | ۲۰۲۴ - الان    | ۱۹       | ۹        | ۲        | ۰        | ۶      | ۱      | ۱        | ۰        | ۲۹    | ۱۰    |
| مجموع آمار     | مجموع آمار     | مجموع آمار     | ۷۶       | ۱۹       | ۷        | ۰        | ۶      | ۱      | ۱        | ۰        | ۹۳    | ۲۱    |